# وکیل (فیلم)
وکیل سریالی است است که در سال ۱۳۷۹ به کارگردانی سیروس مقدم و بازیگری فریبرز عرب‌نیا، پانته‌آ بهرام، شهاب حسینی، اکران شد. سایر بازیگران این فیلم زیبا نادری، عسگر قدس و خسرو فرخزادی بوده‌اند.

## خلاصه فیلم
وکیل جوانی به عنوان مشاور حقوقی به استخدام شرکتی در می‌آید و به رموز و اطلاعات سری دربارهٔ کارهای خلاف قانون شرکت آگاه شده سعی در استفاده از این موقعیت در راستای منافع شخصی خود می‌گیرد.

## حواشی
در سال۱۹۹۳ میلادی معادل ۱۳۷۲ شمسی یعنی ۷ سال پیش از ساخت این مجموعه فیلم شرکت به کارگردانی سیدنی پولاک در آمریکا ساخته شده بوده‌است و فیلم وکیل کپی سکانس به سکانس فیلم شرکت (THE FIRM) می‌باشد.